# Pincevent

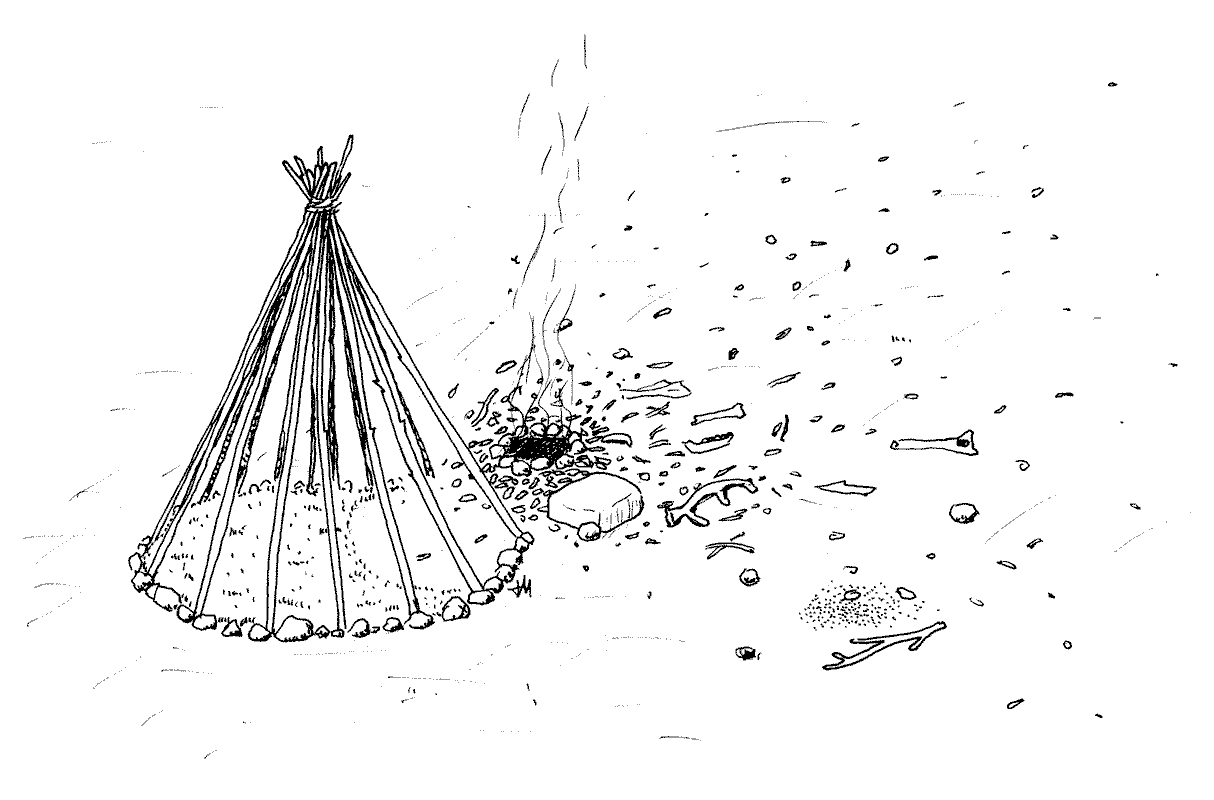
Zeichnerische Rekonstruktion eines Zeltplatzes

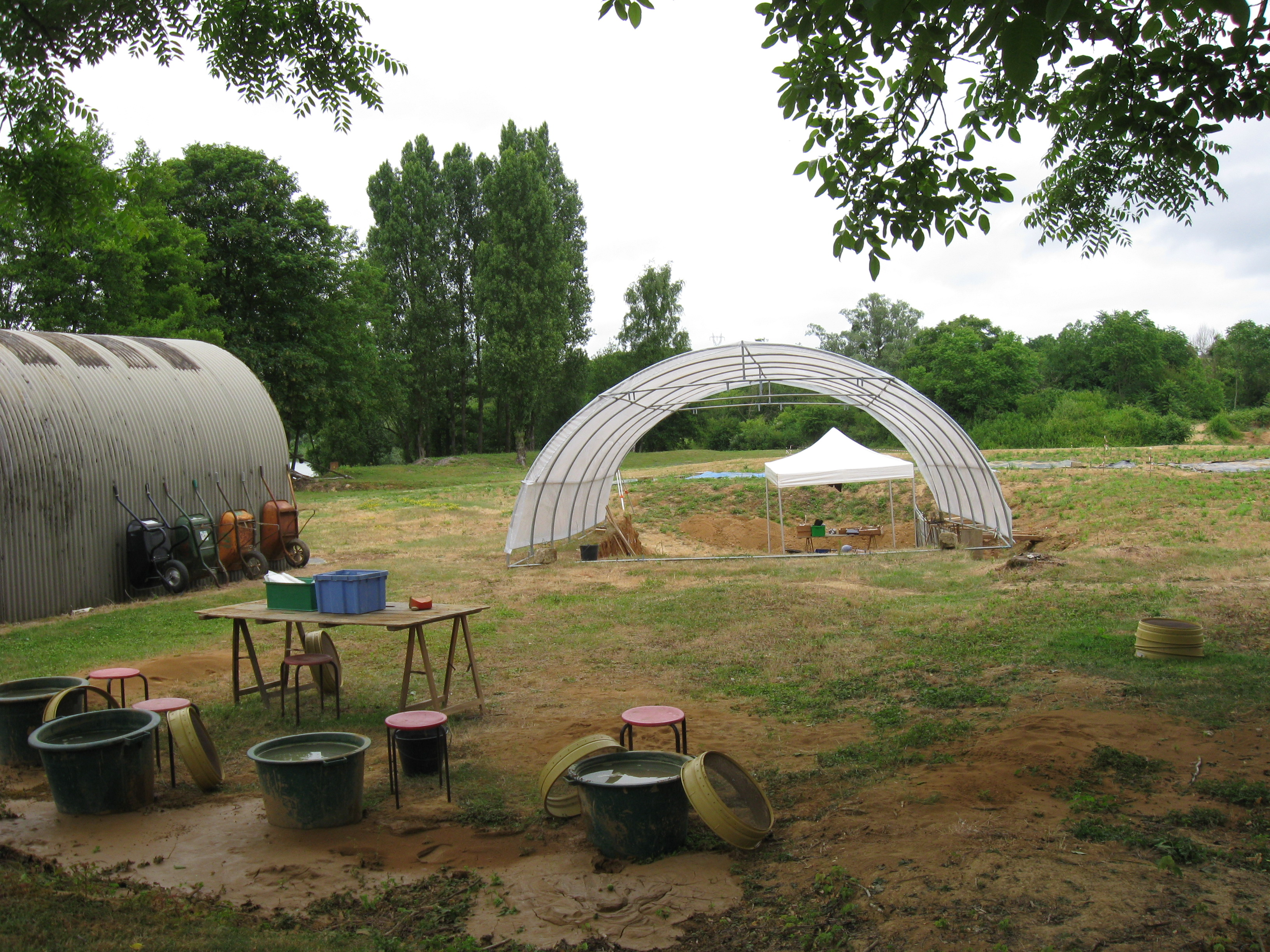
Ausgrabung von Pincevent

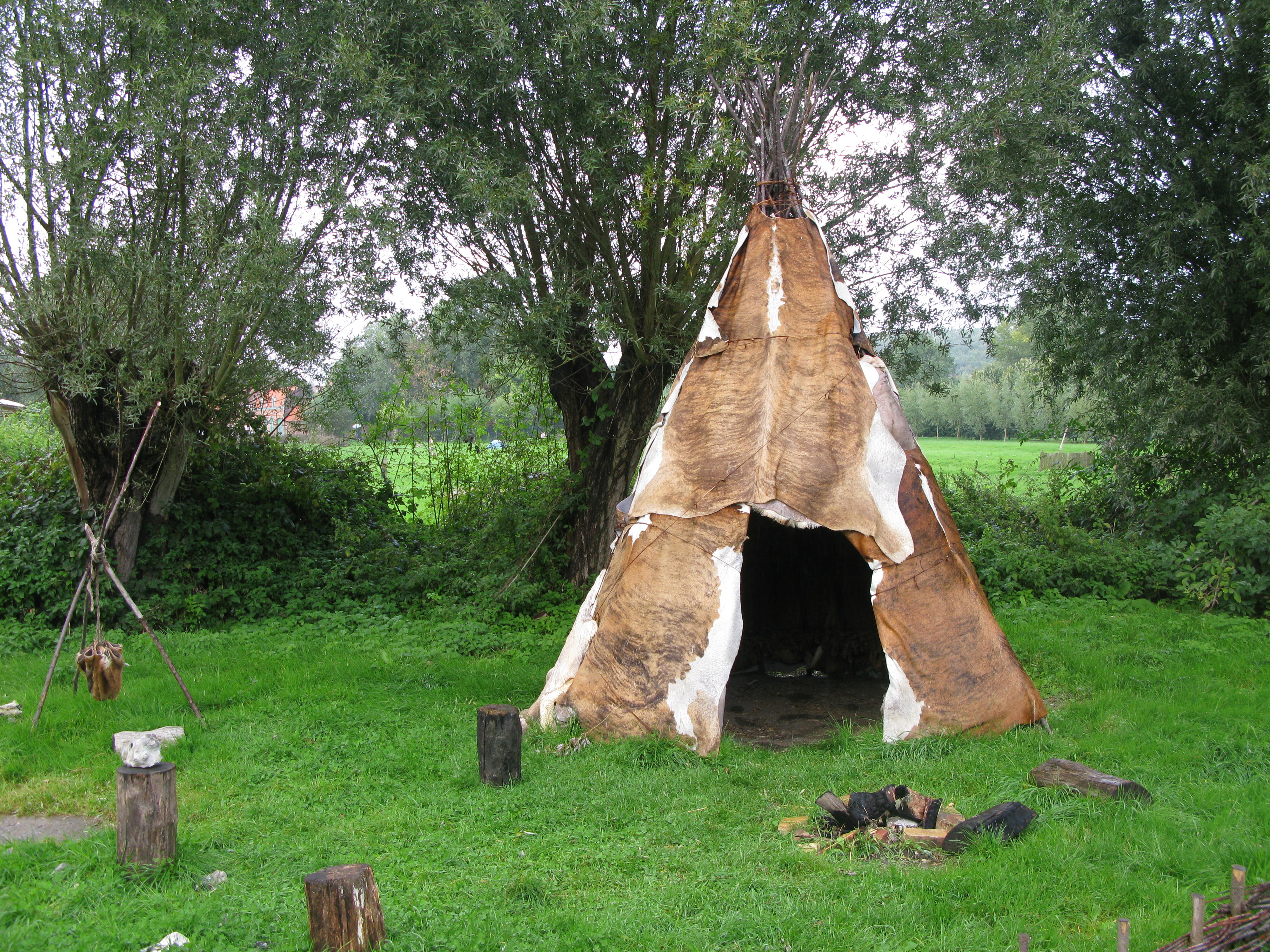
Auf den Grabungsbefunden aufbauende Zeltrekonstruktion im Parc archéologique Asnapio

Pincevent ist eine archäologische Fundstätte südlich der Seine im Süden von La Grande-Paroisse, zwischen Moret-sur-Loing und Montereau-Fault-Yonne im Département Seine-et-Marne in Frankreich. Ihre Entdeckung im Jahr 1964 und ihre Ausgrabung unter der Leitung von André Leroi-Gourhan lieferte Reste eines etwa 14.000 Jahre alten Rentierjägerlagers des Magdalénien. Sie führte zu bedeutenden Fortschritten bei der Kenntnis des Magdalénien, das ansonsten eher durch Höhlenfundplätze bekannt wurde.

## Zeitliche Abfolge der Entdeckungen
Der Standort Pincevent befindet sich in einer seit 1926 betriebenen Kiesgrube. 1956 wurde dort zufällig ein Gräberfeld aus dem 5. Jahrhundert entdeckt. Zehn oder elf wahrscheinlich neolithische Funde sowie galloromanische Bauten, ein Friedhof und Funde des Magdalénien wurden zwischen 1956 und 1964 zerstört. Isabelle Roux-Rath, Spezialistin für Paläoklimatologie aus Grande-Paroisse, alarmierte das Zentrum für prähistorische Forschung der Universität Paris, das durch Leroi-Gourhan zunächst im Rahmen von Rettungsgrabungen intervenierte. Angesichts des Interesses und der Ausdehnung des Standorts wurden das Land vom Staat erworben und Schutzmaßnahmen ergriffen. Die Ausgrabungen konnten unter diesen Bedingungen bis 1985 fortgesetzt werden.
Seit 1988 ist die Magdalénien-Fundstelle als Monument historique geschützt.
Durch Ausgrabungen späterer Jahre wurde eine von den vorherigen abweichende Schicht freigelegt, die auf den damaligen Klimawandel am Ende der Eiszeit hindeutet.
Im Jahr 2011 brachte der Fund eines menschlichen Zahns eine Überraschung. Danach wurden an gleicher Stelle auch einige menschliche Langknochen-Fragmente identifiziert. Sie gehören zu den ältesten Menschenfunden der Île-de-France.

## Ergebnisse der Entdeckung
Der Fundplatz Pincevent liegt am linken Seineufer in der Nähe einer Furt, zwischen den Mündungen der Zuflüsse Yonne und Loing. Vor mehr als 14000 Jahren ließen sich dort im Herbst die Magdalénien-Jäger nieder. In dieser Jahreszeit führte die Seine wenig Wasser und gab die Ufer frei für das Sammeln von Rohmaterialien für ihre Wohnplätze, unter anderem Flusskieselsteine zum Behauen als Werkzeug, Steine für den Bau der Feuerstellen und Holz als Brennstoff.
Der Hauptgrund, weshalb die Menschen jedes Jahr an diesen Ort kamen, war jedoch die Herbstwanderung der Rentierherden, die dort den Fluss überquerten und zur leichten Beute wurden. Durch die zahlreichen Knochenreste konnte bestimmt werden, dass die Rentiere nur in einem Zeitraum von nicht mehr als einigen Wochen erlegt wurden. Zusätzlich zum Fett, Fleisch und Knochenmark lieferten die Rentiere das Rohmaterial zur Ausrüstung der Haushalte im Winter. Dazu gehörten Felle, Nadeln und Stanzen aus Knochenteilen, Fäden aus Sehnen zum Nähen, sowie Stäbe aus Geweih zur Herstellung von Speerspitzen.
Die räumliche Anordnung der gefundenen Steinartefakte und Feuerstellen waren im Schutze eines vom Seine-Hochwasser gebildeten feinen Schluffs außerordentlich gut erhalten. Untersuchungen ergaben, dass es sich um runde Tätigkeitsbereiche handelt, die wahrscheinlich als Unterkunft dienten. Daraus entstand die These, dass die Bewohner in zusammenlegbaren, von Fellen bedeckten Rundzelten lebten, ähnlich der von Indianern bekannten Tipis. Durch eine systematische Zuordnung der einzelnen Steinartefakte, gemäß einem 3-D-Puzzle, zu einem originellen Steinblock konnte nachgewiesen werden, dass einige erfahrene Steinhauer am Werk waren, während andere einen Lernprozess durchmachten. Die gefundenen Rentierknochen deuten darauf hin, dass ganze Tiere zum Wohnplatz gebracht und aufgeteilt wurden.
Durch weitere Ausgrabungen wurde eine von den vorherigen Schichten abweichende Schicht freigelegt, die einem anderen Zeitraum zuzuordnen ist. Während dieser Periode ließen die Menschen des Magdalénien im oberen Bereich von Pincevent nieder und erlegten das ganze Jahr über Rentiere, aber auch Pferde. Die große Zahl der gefundenen Haushaltsartefakte und Speerspitzen deuten darauf hin, dass die Jäger länger vor Ort verweilten. Dieses neue Verhalten ist wahrscheinlich auf den Klimawandel (Ende der letzten Eiszeit) zurückzuführen.
Im Laufe des Jahres 2011 brachte der Fund eines menschlichen Zahns eine Überraschung für die Archäologen. Es handelte sich um einen ca. 14.000 Jahre alten Oberkiefer-Prämolaren, der in einem Abfallbereich unter Pferdeknochen gefunden wurde.
Danach wurden auch einige menschliche Langknochen-Fragmente an gleicher Stelle identifiziert. Es handelt sich um die ersten Knochen von Menschen, die seit Beginn der Ausgrabungen im Jahre 1964 in Pincevent gefunden wurden. Sie gehören zu den ältesten Menschenfunden der Region Île-de-France.

## Ausgrabungs-Methodologie
Der Fundplatz Pincevent hat ebenfalls eine wichtige Rolle in der Entwicklung und Verbesserung der Methodologie bei prähistorischen Funden gespielt. In Anlehnung an die bereits von Georges Laplace und Louis Méroc im Bereich der Pyrenäen eingesetzten Ausgrabungsmethoden, hat André Leroi-Gourhan für Pincevent besonders sorgfältige Freilegungs- und Reinigungsverfahren eingeführt, inklusive der systematischen Erfassung aller Objekte, Spuren und Makro- wie Mikrostrukturen, mit dem Ziel, sie präzise in einem dreidimensionalen Raum zu positionieren.
Durch die so erfolgte Analyse von mehreren Zehntausend Steinartefakten sowie Holz- und Knochenfragmenten, die auf verschiedenen Ebenen verteilt waren, konnte André Leroi-Gourhan und sein Team das Wohnumfeld und das Alltagsleben der Menschen rekonstruieren, die in der Magdalénien-Steinzeit Rentiere jagten. Trotz ihrer Nähe zur Seine scheinen die Siedler keinen Fischfang betrieben zu haben.
Dieses in Pincevent weiterentwickelte Verfahren der Freilegung prähistorischer Fundplätze diente als Vorbild für viele andere Ausgrabungsstätten, wie zum Beispiel für den ungefähr zur gleichen Zeit entdeckten Magdalénien-Fundplatz Gönnersdorf im Rheintal.